# 食神 (電影)
《食神》是一部於1996年上映，商戰及喜劇題材的香港電影，由周星馳和李力持共同執行導演職務，潘健君擔任動作設計，本片是星輝海外有限公司成立後製作的第一部打響頭炮創業作品。本片為周星馳重要的代表作之一，在中港台各地造成很大迴響。在香港的票房收入4086萬元，位列香港年度華語片第二位。
此片是周星馳與吳孟達繼《審死官》後再次扮演對立角色。

## 劇情大綱
名聲響亮的大廚史提芬周獲得法國廚藝學會所頒發的「食神」榮譽，並且身為唐朝飲食集團主席，但態度目中無人的他忽視用心待人及真材實料的料理本質，時常對周遭的人大呼小叫，態度囂張跋扈，其飲食集團使用的食材也經常偷工減料。大快樂集團老闆為了達成獨霸飲食界的野心，處心積慮要將合作夥伴史提芬周鬥垮。大快樂集團利用史提芬周目中無人的態度，成功將具有中國廚藝訓練學院第105屆畢業生資歷的大快樂大廚唐牛，安插到唐朝飲食集團之中，還成為史提芬周的部下，之後趁唐朝飲食集團第50家分店的開張典禮展開暗算，唐牛表露真正身份並即場發起競技製作車仔麵，史提芬周不但被當眾擊敗，還被告發使用不合規的食材，結果不但「食神」之位被唐牛奪去，史提芬周也因為大快樂集團老闆的陷害而身敗名裂，旗下唐朝飲食集團宣佈破產，之後下落不明。
史提芬周破產後流落九龍廟街街頭，幸得火雞和鵝頭等江湖人仕的相助，創造出「爆漿瀨尿牛丸」成功翻身，並且計劃上市集資，不過史提芬周不滿足於眼前的成功，為了奪回食神之位重現昔日輝煌，他決意到中國湖南尋找唐牛所說的中國廚藝訓練學院深造。火雞對史提芬周早有好感，於是明目張膽的跟隨他。唐牛等人恐防史提芬周東山再起，於是僱用殺手殺害他。在鄉郊的小路上，史提芬周遭唐牛等人僱用的殺手跟踪，從後趕上的火雞雖然已經數次被史提芬周拒絕，但當殺手向史提芬周開槍時，火雞在危急關頭仍然奮身為史提芬周擋下殺手的子彈，火雞中槍倒地後，殺手舉槍指向史提芬周，但在殺手將要開槍時有一輛貨車疾駛而來，殺手被逼閃避，而史提芬周趁機爬上貨車，但在貨車駛過崎嶇路面時史提芬周被甩開及滾落山坡，之後負傷爬到少林寺外面，幸得少林方丈夢遺大師所救。
史提芬周發現中國廚藝訓練學院實為少林寺的廚房，當初唐牛花了十年時間才學成的本領，天賦異稟的史提芬周只用了一個月的時間便習得一身武功，超越了唐牛的廚藝，又從中領悟到要對火雞心存感激。史提芬周完成學藝後趕回香港，在食神大賽截止前一刻趕到太白海鮮舫跟唐牛較量。兩人在食神終極大賽中都製作佛跳牆，並運用內功大大縮短燉煮的時間，但史提芬周製作的佛跳牆卻在開始燉煮時，遭財團老闆暗中放置的炸彈破壞。比賽時限只剩下兩分鐘，正當唐牛和大快樂集團老闆都認為自己已經勝券在握之際，史提芬與少林寺夢遺大師心靈相通下得到提示，回憶起自己當日流落街頭時，火雞為他做了一碗叉燒飯充飢，從而在比賽的最後關頭以自創的招式煮出感人至深的「黯然銷魂飯」。大會評判「味公主」試食後心中認定史提芬周勝出比賽，但她無奈有太多把柄在財團老闆手上，最後不得不宣佈唐牛為食神。然而此時天現異象，觀音菩薩在太白海鮮舫的天花板顯現，原來史提芬周的確是在天庭掌管烹飪的神仙，但因為觸犯天條而被貶落凡間，他歷經了劫難後，領悟到「只要用心，人人皆能做食神」的真諦，而且他所煮的飯還感動了玉皇大帝，故此赦免他的過失。
大快樂財團老闆以為人們看到的觀音菩薩是假的，先揶揄史提芬周下足本錢造假，再使用從保安員手上搶奪的散彈槍向觀音菩薩掃射，觀音此時看穿財團老闆的原形是狗，怒斥他貪吃又不守門口，於是施法將他打回原形，財團老闆被變成一隻狗，唐牛趁亂搶得財團老闆遺下的槍，企圖將觀音菩薩打下來，但立即引起觀音的注視，唐牛謊稱自己不是要向觀音開槍，並撇清自己與財團老闆的關係，但還是被觀音菩薩怒斥連狗都不如並且向他施法，觀音之後消失，大家發現財團老闆已經變成一隻狗，唐牛則以為全部只是幻覺，直至聽到眾人尖叫，唐牛才發現自己的胸口被擊穿一個洞，當場放聲大叫。
同年聖誕節（香港原版），史提芬周回到廟街（喜姑也回到廟街幫人算命，先是跟前來算命的人告訴他可能是神仙，並幫他算姻緣），發財後盛裝打扮的鵝頭稱火雞怕史提芬周分心所以要鵝頭他們不去看他的比賽，並稱火雞沒有死，子彈打中她的假牙，她整容後回復以前的美貌並來到史提芬周的身邊，兩個人最後有情人終成眷屬。

## 演員
| 演員             | 角色 |
| 周星馳           | 史提芬周（食神；唐朝飲食集團主席），真實身份為掌管天庭烹飪的神仙 |
| 莫文蔚           | 火雞（雙刀火雞），真實身份為觀世音菩薩 |
| 薛家燕           | 薛家燕（味公主；超級食神大賽評判） |
| 吳孟達           | 財團老闆（大快樂飲食集團主席)，真實身份為哮天犬 |
| 谷德昭           | 唐牛（中國廚藝訓練學院第105屆畢業生） |
| 羅家英           | 超級食神大賽司儀 |
| 李兆基           | 鵝頭（堅記椒鹽瀨尿蝦老闆） |
| 劉以達           | 夢遺大師（少林寺方丈），行蹤飄忽不定的大師 |
| 歐錦棠           | 全港至尊名廚大賽司儀 |
| 江希文           | 記者（採訪超級食神大賽） |
| 苑瓊丹           | 喜姑（算命師傅） |
| 田啟文           | 神仙（火雞手下） |
| 八兩金（葉競生） | 鵝頭手下（台詞：能不能跳著說+考試都考一百分） |
| 徐志雄           | 火雞手下（經常不穿上衣者） |
| 鍾麗緹           | 街頭女學生（客串；史提芬周幻想） |
| 林 雪            | 肥雪（火雞手下） |
| 祝文君           | 記者（採訪爆漿瀨尿牛丸）原定梁思浩演出 |
| 李健仁           | 女學生（史提芬周粉絲） |
| 羅雪玲           | 護士（台詞：他吃東西了！） |
| 戴 龍            | 戴龍師傅（大龍鳳酒樓總廚，號稱炒王，作品皇帝炒飯，但因為炒飯水分太多影響口感而被史提芬周打零分） 現實中是真正的名廚，本電影主角「史提芬周」的角色原型，兼任本作烹飪顧問 |
| 劉 三            | 劉三師傅（錦江飯店大廚，作品錦繡多味魚，但因為魚的樣子太難看而被史提芬周打零分）                                                                                        |
| 陳 東            | 陳東師傅（御善坊大廚，號稱快刀手，作品金縷佛衣，但因為史提芬周聞到臭味並看到陳東的左手中指割傷而被史提芬周打零分） 現實中是真正的名廚，兼任本作烹飪顧問                 |
| 陳志成           | 楊震天師傅（五羊酒家大廚，作品乾坤燒鵝，但因為史提芬周看到楊振天長相太醜而被史提芬周打零分）                                                                            |
| 鄧泰和           | 喪標（昆叔心腹手下） |
| 鄭文輝           | Richard（粵語版）、Benbry（普通話版）；大快樂員工；財團老闆世侄 |
| 黃錦燊           | 薛家燕丈夫 |
| 秦貴寶           | 殺手 |

## 獎項及提名
| 獎項                 | 類別       | 名字   | 結果 |
| -------------------- | ---------- | ------ | ---- |
| 第34屆金馬獎         | 最佳女主角 | 莫文蔚 | 提名 |
| 第16屆香港電影金像獎 | 最佳女主角 | 莫文蔚 | 提名 |

## 小註
結局有兩個版本，一個為香港原版（即聖誕節版），另一個為台灣版（即過年版）。台灣版將原版對白的「什麼事都有可能啊，聖誕節」被改為「什麼事都有可能啊，過年嘛」，並將「聖誕老人也是神仙」刪去。

## 電影歌曲
| 歌名       | 作曲     | 作詞   | 演唱                   |
| ---------- | -------- | ------ | ---------------------- |
| 《陸小鳳》 | 顧嘉輝   | 盧國沾 | 莫文蔚（原唱：鄭少秋） |
| 《初戀》   | 村下孝藏 | 鄭國江 | 莫文蔚（原唱：林志美） |

## 播放時間
| 香港 無綫電視J2台 星期日21:00-22:45節目 | 香港 無綫電視J2台 星期日21:00-22:45節目 | 香港 無綫電視J2台 星期日21:00-22:45節目 |
| --------------------------------------- | --------------------------------------- | --------------------------------------- |
|                                         | 星期日開片：食神 （2022年6月26日）      |                                         |
| 幫緊你醫緊你 （2022年6月26日）          | 日本沉沒-希望的人 （2022年6月26日）     |                                         |

## 外部連結
- 香港影庫上《食神》的資料（繁體中文）
- 開眼電影網上《食神》的資料（繁體中文）
- 豆瓣电影上《食神》的資料 （简体中文）
- 时光网上《食神》的資料（简体中文）
- AllMovie上《食神》的资料（英文）
- 爛番茄上《食神》的資料（英文）
- 互联网电影数据库（IMDb）上《食神》的资料（英文）